# Cal Julià (Begues)
|  | Per a altres significats, vegeu «Cal Julià». |

Cal Julià és un edifici al nucli de Begues (Baix Llobregat) catalogat a l'Inventari del Patrimoni Arquitectònic de Catalunya. Edifici cantoner, de planta quadrada. Consta de planta baixa, pis i golfes. Presenta un cos elevat en el centre de la teulada, d'una planta, finestres geminades a les quatre cares i teulada a quatre vessants, igual que la de l'edifici. És d'una acurada composició, reflectida en la solució del balcó arrodonit al vèrtex de la façana. Les finestres són geminades, cornisa amb dentellons, sanefa, llucanes i fines motllures donen un aire senyorial a la casa. Fusteria de fusta, persianes enrotllables i coberta amb ceràmica.